# Kabupaten Pesisir Selatan
Kabupaten Pesisir Selatan är ett kabupaten i Indonesien.   Det ligger i provinsen Sumatera Barat, i den västra delen av landet, 800 km nordväst om huvudstaden Jakarta. Antalet invånare är 449 064.